# Kitava
Kitava ist die östlichste Insel der Trobriand-Inseln in Papua-Neuguinea. Sie liegt 17,8 km östlich der Hauptinsel Kiriwina. Gut 300 Meter westlich der Westspitze ist die unbewohnte und nur rund vier Hektar große Nebeninsel Uratu vorgelagert.
1989 wurden 2300 Einwohner genannt. Zur Volkszählung 2000 waren es 2907, die sich auf folgende acht Dörfer und zwei separat erfasste Schulen in drei statistischen Zählbezirken (wards) verteilen:
Weitaus größtes Dorf ist Okabulula (offiziell Okabulula 1,2 and 3) an der Nordspitze der Insel, mit 1063 Einwohnern.
An dieser Stelle ist früher ein Dorf namens Bomapou als Ort der Schule und der früheren Mission nachgewiesen.
| Census Unit Number | Name                       | Ward         | Haushalte | Bevölkerung männlich | Bevölkerung weiblich | Bevölkerung insgesamt | Koordinaten            |
| ------------------ | -------------------------- | ------------ | --------- | -------------------- | -------------------- | --------------------- | ---------------------- |
| 001                | Kumwagea                   | 27 Kumwagea  | 107       | 251                  | 247                  | 498                   | 8,6313° S, 151,3227° O |
| 401                | Kitava Community School    | 27 Kumwagea  | 9         | 20                   | 23                   | 43                    | 8,6166° S, 151,3966° O |
| 001                | Lalela                     | 28 Lalela    | 148       | 363                  | 338                  | 701                   | 8,6439° S, 151,3278° O |
| 002                | Lalak                      | 28 Lalela    | 30        | 78                   | 71                   | 149                   | 8,6432° S, 151,3375° O |
| 003                | Taregasi                   | 28 Lalela    | 11        | 32                   | 25                   | 57                    | 8,6317° S, 151,3521° O |
| 004                | Kimutu                     | 28 Lalela    | 8         | 25                   | 23                   | 48                    | 8,6393° S, 151,3426° O |
| 001                | Okabulula 1,2 and 3        | 29 Okabulula | 204       | 542                  | 521                  | 1063                  | 8,6054° S, 151,352° O  |
| 002                | Wapaya                     | 29 Okabulula | 42        | 113                  | 105                  | 218                   | 8,6148° S, 151,3297° O |
| 003                | Kudeuli                    | 29 Okabulula | 17        | 62                   | 48                   | 110                   | 8,6222° S, 151,3267° O |
| 401                | Okabulula Community School | 29 Okabulula | 3         | 11                   | 9                    | 20                    | 8,6054° S, 151,352° O  |

Die Insel erreicht eine Höhe von 142 Metern.
Die Einwohner der Insel, die ebenfalls Kitava genannt werden, sind bekannt für ihre natürliche Ernährungs- und Lebensweise.

## Gesundheit
Nach der Kitava-Studie von Steffan Lindeberg sind keine der so genannten Zivilisationskrankheiten vorhanden.

## Ernährung
Die Ernährung der Kitava hat einen sehr hohen Kohlenhydratanteil (ca. 69 % des Energiegehalts).
Das Hauptnahrungsmittel ist Wurzelgemüse (Yams, Süßkartoffeln, Taro und Tapioka). Außerdem werden Früchte (Kokosnuss, Bananen, Papaya, Ananas, Guave, Wassermelonen und Kürbis), etwas Gemüse, sowie ein wenig Fisch verzehrt.